# La scala di Schild
La scala di Schild (titolo originale Schild's Ladder) è un romanzo di fantascienza scritto da Greg Egan e pubblicato in originale nel 2001, in Italia nel 2004 da Arnoldo Mondadori Editore all'interno della Collana Urania.

## Trama
Nella Stazione Mimosa, presso l'omonimo sistema stellare, è stato creato il Silenziatore, un avanzatissimo laboratorio dotato di una schermatura totale contro ogni influenza esterna, ed è questo l'unico posto dove Cass può far eseguire il proprio ambizioso esperimento. Il probabile successo, che prevede la creazione di un tipo di vuoto assoluto, mai osservato prima, confermerebbe la correttezza della teoria fondamentale che ha permesso la fusione tra meccanica quantistica e relatività generale, da ventimila anni mai messa in seria discussione. Ma l'esperimento riesce al di là delle previsioni, mostrando un difetto nella teoria: il neo-vuoto si dimostra inaspettatamente stabile, espandendosi ed ingoiando tutta la realtà circostante.
Sei secoli dopo, una comunità di scienziati lavora sul Rindler, un'astronave posizionata sul fronte in avanzamento costante dell'anomalia, alla ricerca della chiave per interpretarne il mistero. Se gli obiettivi immediati sono condivisi, e permettono il mantenimento di un'atmosfera collaborativa, non c'è invece accordo sul modo di rapportarsi con questa presenza incombente. Secondo la fazione dei Conservatori sarà necessario eliminarla, per fermare la distruzione già in atto dei sistemi abitati ed un futuro di perenne nomadismo per gli esseri senzienti, mentre i Conciliatori sperano di poter trovare un modo di interagire con quella che è una nuova realtà fisica ancora da scoprire. E quando dopo molti fallimenti vengono finalmente ottenuti i primi risultati significativi, grazie a una radicale riformulazione dei paradigmi fisici, rivelatisi inadatti alla nuova realtà, e creando una prima rudimentale interazione, la posizione dei Conciliatori si rafforza. Nell'interno del neo-vuoto, a livelli infinitamente microscopici, sembra infatti esistere una forma di ecosistema, da cui viene trasmesso un messaggio difficile da ignorare: una sequenza di numeri primi. Ma proprio quando l'accordo tra le due fazioni sembra essere trovato, un gruppo di anacronauti, fanatici sostenitori di concezioni superate da molti millenni, riesce a sabotare il Rindler con un'azione suicida, facendolo esplodere con tutti gli occupanti. 
Gli unici a riuscire a sottrarsi al disastro sono Tchicaya e Mariama, ricercatori cresciuti insieme sul comune pianeta di origine, poi separatisi ed ultimamente su posizioni discordanti. La situazione impone però la collaborazione, poiché gli anacronauti hanno messo in azione i vermi di Planck, un sistema di attacco contro l'anomalia che i Conservatori avevano studiato come contromisura estrema. L'unico modo di impedire la progressione di questa minaccia è di agire dall'interno, per cui i due scienziati decidono di inviare loro copie dentro questo nuovo universo, in modo da poter indagare direttamente la presenza di forme di vita. Ed è esattamente quello che si ritrovano ad osservare una volta passato il confine tra le due realtà, scoprendo anche una forma di vita intelligente, che custodisce un costrutto risalente all'evento creatore di quell'universo.  Gli scienziati di Mimosa avevano infatti creato a loro volta una loro copia, con gli stessi obiettivi di Tchicaya e Mariama, i quali riescono a stabilire un contatto con l'entità di Cass intrappolata dentro. Con il suo aiuto riescono ad ottenere la collaborazione degli abitanti dell'anomalia, e neutralizzare così la minaccia dei vermi di Planck. Ora che le due realtà possono interagire, non esiste limite alle prospettive di sviluppo.

## Ambientazione
La storia si svolge in un futuro in cui gli esseri umani hanno acquisito la capacità di rendersi indipendenti dalle strutture corporee, trasferendo la propria individualità sotto forma di dati, lasciando quindi alla scelta personale se mantenere o meno il legame con una componente fisica tangibile, che comunque può essere distrutta e ricreata secondo necessità. Questo ha comportato il raggiungimento di una sostanziale immortalità, e permesso i viaggi interstellari, che vengono compiuti inviando i dati della persona in forma di raggi uv tra i sistemi abitati, colonizzati inizialmente tramite invio di sistemi terraformanti automatici. In questo contesto i concetti di spazio e tempo hanno cambiato radicalmente aspetto, in quanto il trasferimento tra sistemi avviene a velocità luce, richiedendo quindi anche secoli. Gli unici esseri umani tagliati fuori da questi sviluppi sono gli anacronauti, astronauti che millenni addietro lasciarono la Terra utilizzando motori a fusione nucleare, e che continuano il loro viaggio sdegnando le nuove tecnologie, di cui comunque hanno scarsa conoscenza, dati i rarissimi contatti con i sistemi abitati, dovuti alla lentezza del mezzo di propulsione.

## Edizioni italiane
- Greg Egan, La scala di Schild, traduzione di Riccardo Valla, Urania n. 1490, Arnoldo Mondadori Editore, 2004.